# 질료
질료(質料, 영어: hyle)는 원어 필레이는 숲의 나무라든가 재목의 뜻이지만 바뀌어 재료·소재가 된다. 아리스토텔레스에서는 형상(形相)의 대(對)개념, 또는 상대적인 원리이며, 사물의 실체－본질을 형상인(形相因), 기체(基體)가 되는 것을 질료인(質料因)이라고 한다. 이 양자가 결합하여 개별적인 것이 성립한다. 하나의 금반지라면 금은 질료요, 원형은 형상을 말한다.